# Inventiamo l'amore
Pour plus de détails, voir Fiche technique et Distribution.
Inventiamo l'amore est une comédie italienne réalisée par Camillo Mastrocinque et sortie en 1938. 

## Fiche technique
- Titre original : Inventiamo l'amore
- Titre français : Inventiamo l'amore
- Réalisation : Camillo Mastrocinque
- Scénario : Giuseppe Achille, Bruno Corra, d'après une pièce de théâtre de Giuseppe Achille
- Photographie : Massimo Terzano
- Montage : Eraldo Da Roma
- Musique : Ezio Carabella
- Pays d'origine : Royaume d'Italie
- Langue originale : italien
- Format : noir et blanc
- Genre : comédie
- Durée : 71 minutes
- Dates de sortie :
  - Royaume d'Italie : 30 décembre 1938

## Distribution
- Evi Maltagliati  : Anna
- Gino Cervi  : Carlo Morelli
- Sergio Tofano  : Borghetti
- Clelia Matania  : Elsa
- Ivana Claar  : Elena
- Amelia Chellini  : Aida Biancardi, la propriétaire de la maison
- Guglielmo Sinaz  : Carboni
- Eugenio Cappabianca  : Amedeo Villa
- Anna Capodaglio  : Zia Amalia
- Guglielmo Barnabò  : Tonino Biancardi
- Giuseppe Pierozzi  : M. Fiorini
- Vasco Creti  : l'oncle de Carlo
- Agostino Salvietti  : L'huissier
- Gianni Agus  : Un invité à la fête
- Fedele Gentile  : le vendeur de journaux à la gare
- Lora Gnudi  :
- Armando Guarnieri  :
- Nicola Maldacea  : Le vieux monsieur dansant la conga
- Ferruccio Manzetti  :
- Lina Marengo  : Une invitée à la fête
- Angelo Montagna  :
- Desiderio Nobile  : Le prétendant d'Anna à la fête
- Giovanni Rosa  :
- Massimo Serato  : Un autre joueur dans la salle de billard
- Otello Toso  : le premier joueur de billard
- Alfredo Varelli  : le second joueur de billard
- Cesare Zoppetti  : le vétérinaire
- Maria Pia Spini : la mère séductrice Luisa
- Lalla Ambraziejus
- Clara Loy
- Mimmo Poli : Un client du restaurant